# ابن القطاع الصقلي
ابنُ القَطَّاعِ الصِّقِلِّيُّ (433 هـ - 515 هـ / 1041 - 1121 م) هو عالم بالأدب واللغة.

## ترجمته
هو أبو القاسم علي بن جعفر بن علي السعدي المعروف بابن القطاع السعدي الصقلي، من أسرة الأغالبة. ولد بصقلية في العاشر من صفر سنة 433 هـ / 9 تشرين الأول سنة 1041 م. درس في الأندلس وبعد احتلال الفرنج لصقلية ذهب إلى مصر، فأقام يعلم ولد الأفضل بن أمير الجيوش بدر الجمالي، وزير الآمر بالله منصور. توفى بالفسطاط سنة 515 هـ / 1121 م، وقيل 514 هـ / 1120 م.

## آثاره
من آثاره:
- «الدرة الخطيرة في شعراء الجزيرة» أو«الدرة الخطيرة في المختار من شعر شعراء الجزيرة» أي صقلية. وقد حقق المستشرق أومبرتو ريتستانو منتخبات من هذا الكتاب.[2]
- «كتاب الأفعال» أو «كتاب أبنية الأفعال»، وهو نسخة موسعة من كتاب الأفعال لابن القوطية.
- «لمح الملح» جمع فيه طائفة من شعر الأندلسيين.[3]